# 1928年サンモリッツオリンピックのボブスレー競技
1928年サンモリッツオリンピックのボブスレー競技（1928ねんサンモリッツオリンピックのボブスレーきょうぎ）はスイス、サンモリッツの隣町ツェレリーナ（Celerina/Schlarigna） にあるOlympia Bobrun St. Moritz-Celerinaで男子五人乗りのみ1種目が15ヵ国25チームの参加で実施された。

## コースの要件
- 名称：Olympia Bobrun St. Moritz-Celerina[1]
- 全長：1,722m
- 標高差：130m
- コーナー数：14
- 平均斜度：8.14%

## 競技結果

### 男子五人乗り
- 1928年2月18日
- 競技は当初2月16日と17日の二日間で4本の試技を行う予定であったが、暖冬によるコースコンディションのため18日に実施した2本のみで決勝した。

| 順位 | 選手名                                                                                               | 国・地域    | ラップタイム      | 順位 | 合計タイム |
| ---- | --- | ----------- | ----------------- | ---- | ---------- |
| 金   | ウィリアム・フィスク ナイオン・タッカー ジョフリー・メイソン クリフォード・グレイ リチャード・パーク | アメリカ II | 1分38秒9 1分41秒6 | 1 5  | 3分20秒5   |
| 銀   | ジェニソン・ヒートン デビッド・グレンジャー ライマン・ハイン トーマス・ドウ ジェイ・オブライエン     | アメリカ I  | 1分42秒3 1分38秒7 | 8 1  | 3分21秒0   |
| 銅   | ハンス・キリアン ハンス・ヘス ゼバスティアン・フーバー ヴァレンティン・クレンプル ハンス・ネーグル   | ドイツ II   | 1分41秒7 1分40秒2 | 5 2  | 3分21秒9   |

## 各国のメダル数
| 順 | 国・地域             | 金 | 銀 | 銅 | 計 |
| -- | -------------------- | -- | -- | -- | -- |
| 1  | アメリカ合衆国 (USA) | 1  | 1  | 0  | 2  |
| 2  | ドイツ (GER)         | 0  | 0  | 1  | 1  |